# Моррісбург (Онтаріо)
Моррісбург або Моррісберг — некорпорована громада (колишнє містечко), зараз у складі муніципалітету Південний Дандас, розташована у Східному Онтаріо, Канада.

## Історія
На фермі Дандела поблизу Моррісбурга на початку 19 ст. був виведений сорт яблук Макінтош.
11 листопада 1813 року поблизу місця, яке пізніше було названо Моррісбергом, відбулася Битва біля ферми Крайслера, під час якої британські війська відбили вторгнення американської армії. Лоялістські поселенці Об'єднаної імперії оселилися в окрузі Дандас, утворивши селище Вест-Вільямсбург, яке в свою чергу було частиною проекту Вільямсбурзького каналу. Між 1843 і 1856 роками на північній стороні річки Святого Лаврентія були побудовані канали. Вест-Вільямсбург був перейменований на Моррісбург у 1851 році на честь політика Джеймса Морріса родом з Броквіля, Онтаріо, який був призначений першим генеральним поштмейстером Об'єднаної провінції Канади.
У 1860 році Моррісбург був зареєстрований як село. Він мав зростаючу виробничу базу, яка складалася з млина, чесального та роздувального млинів. Залізниця Grand Trunk Railway досягла Моррісберга в 1855 році. Зрештою на річці Святого Лаврентія була побудована електростанція.
Протягом 1950-х років певні частини Моррісбурга були переселегі через очікувану повінь, спричинену проектом морського шляху Святого Лаврентія. Понад 80 будинків було переміщено, а весь діловий район у центрі міста було знесено та перенесено на торгову площу. Лінія Канадської національної залізниці була перенесена на 1,1 кілометра на північ від її початкового розташування. Велика частина колишнього залізничного полотна була використана при реконструкції Онтарійського шосе 2. Будинки та інші артефакти були перенесені та зібрані, щоб створити тематичний парк Upper Canada Village, данину поваги першопрохідцям цього регіону.
Помітний інцидент в історії високошвидкісної залізниці в Канаді стався поблизу Моррісбурга в 1979 році, коли потяг UAC TurboTrain під управлінням канадської залізничної компанії Via Rail, що прямував на захід із Монреаля в Торонто, загорівся через витік масла. Поїзд швидко евакуювали, і зрештою третина його була знищена вогнем. Через кілька років, у 1982 році, турбопотяги, що виникли в несправності, були зняті з експлуатації
У 1997 році Моррісбург був об'єднаний із Селищем Ірокезів, а також з селищами Матильда та Вільямсбург у селище Південний Дандас.

## Подальше читання
- «Озеро Онтаріо та Верхня частина Святого Лаврентія», Атлас канадської Оксфордської школи, видавництво Оксфордського університету, друге видання, 1963 р., стор. 21.
- «Ontario», The New World Atlas and Gazetteer, PF Collier & Son, Нью-Йорк, 1924, стор. 74.
- Інформація про Моррісбург — Уряд Канади
- Історія Моррісберга
- Малкомсон, Роберт. Історичний словник війни 1812 року . Scarecrow Press, 16 січня 2006 р.
- «Богослужіння з нагоди 200-річчя 11 листопада на Меморіалі Крайслера», лідер Моррісбурга, 6 листопада 2013 р.
- «Історія оживає в Інтернеті» . Cornwall Standard Freeholder, 20 червня 2012 р.
- «Морський шлях Святого Лаврентія: хай почнеться повінь» . Цифровий архів CBC.